# Biserica de lemn din Dușești

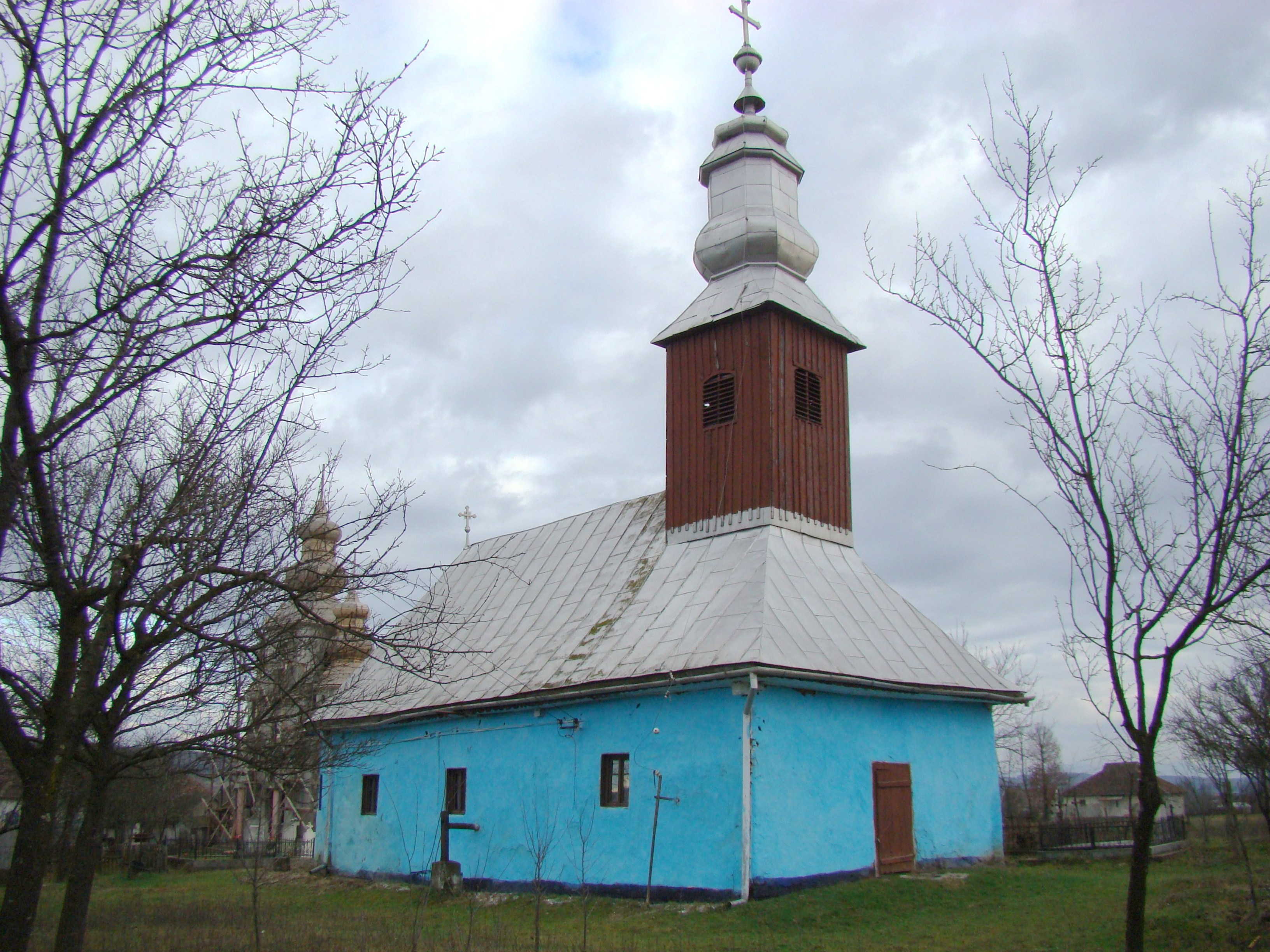
Biserica de lemn „Pogorârea Sfântului Duh” din Dușești, comuna Ceica, județul Bihor, foto: ianuarie 2010.

Biserica de lemn din Dușești, comuna Ceica, județul Bihor, datează din secolul al XVIII-lea. Are hramul „Pogorârea Sfântului Duh”. Biserica se află pe noua listă a monumentelor istorice sub codul LMI:  BH-II-m-B-01144.

## Istoric și trăsături
Biserica de lemn „Pogorârea Sfântului Duh" este o construcție modestă, datând din secolul al XVIII-lea. Imaginea ei inițială a fost mult modificată prin renovarea ce i s-a făcut în anul 1934. Pereții sunt alcătuiți din bârne prinse din loc în loc în stâlpi verticali (sistemul paiantei), tencuiți atât în interior cât și în exterior. Această biserică cu turn cu bulbi, a înlocuit una foarte veche, despre care oamenii satului spun că ar fi fost construita în 1756.
În interior sunt pictate doar iconostasul și bolta naosului. Pe peretele vestic al naosului se află inscripția: „...s-au zugrăvitu în anul 1870 prin pictorul Emanuel Weiss Antal".

## Imagini din exterior

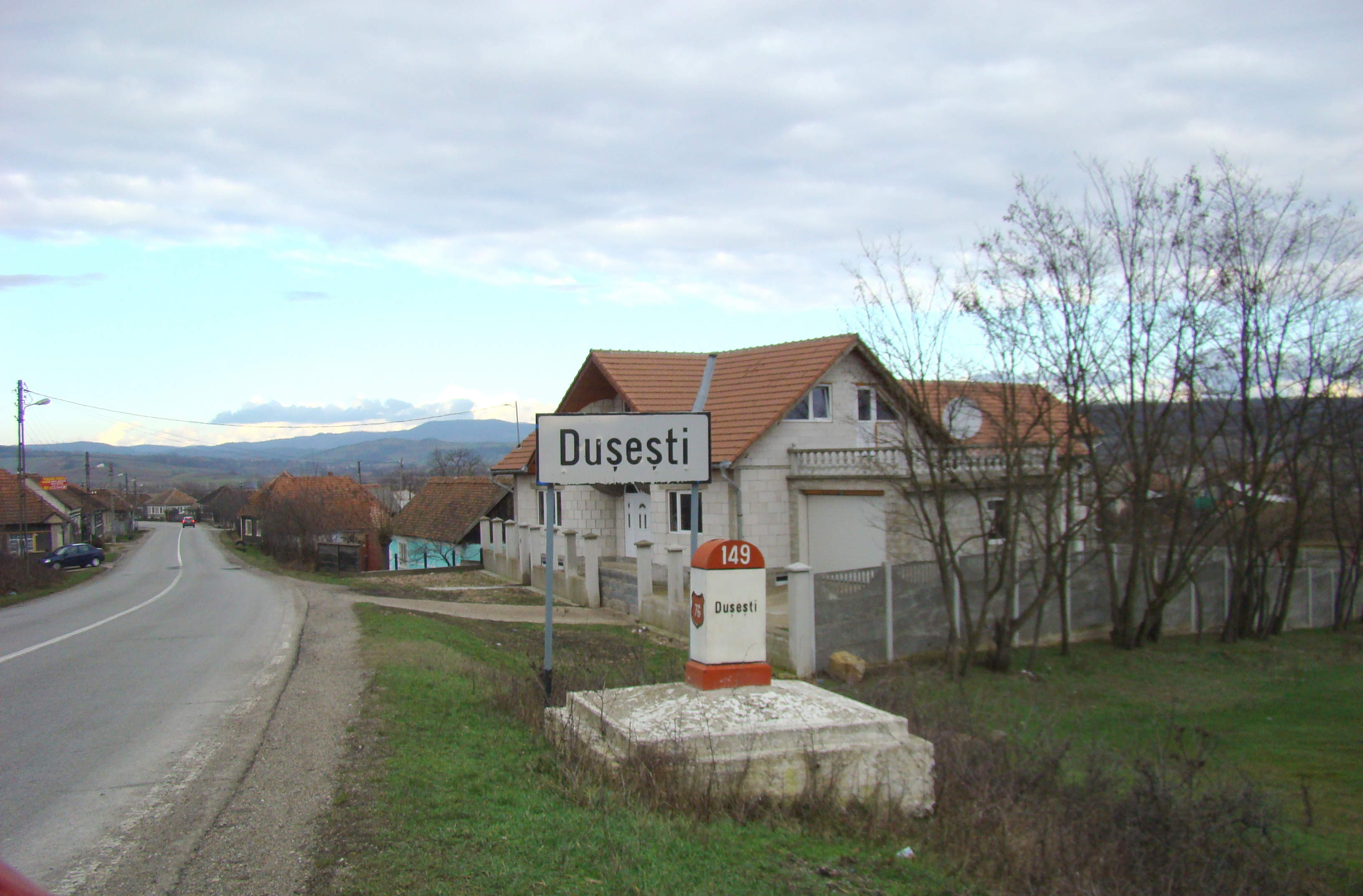
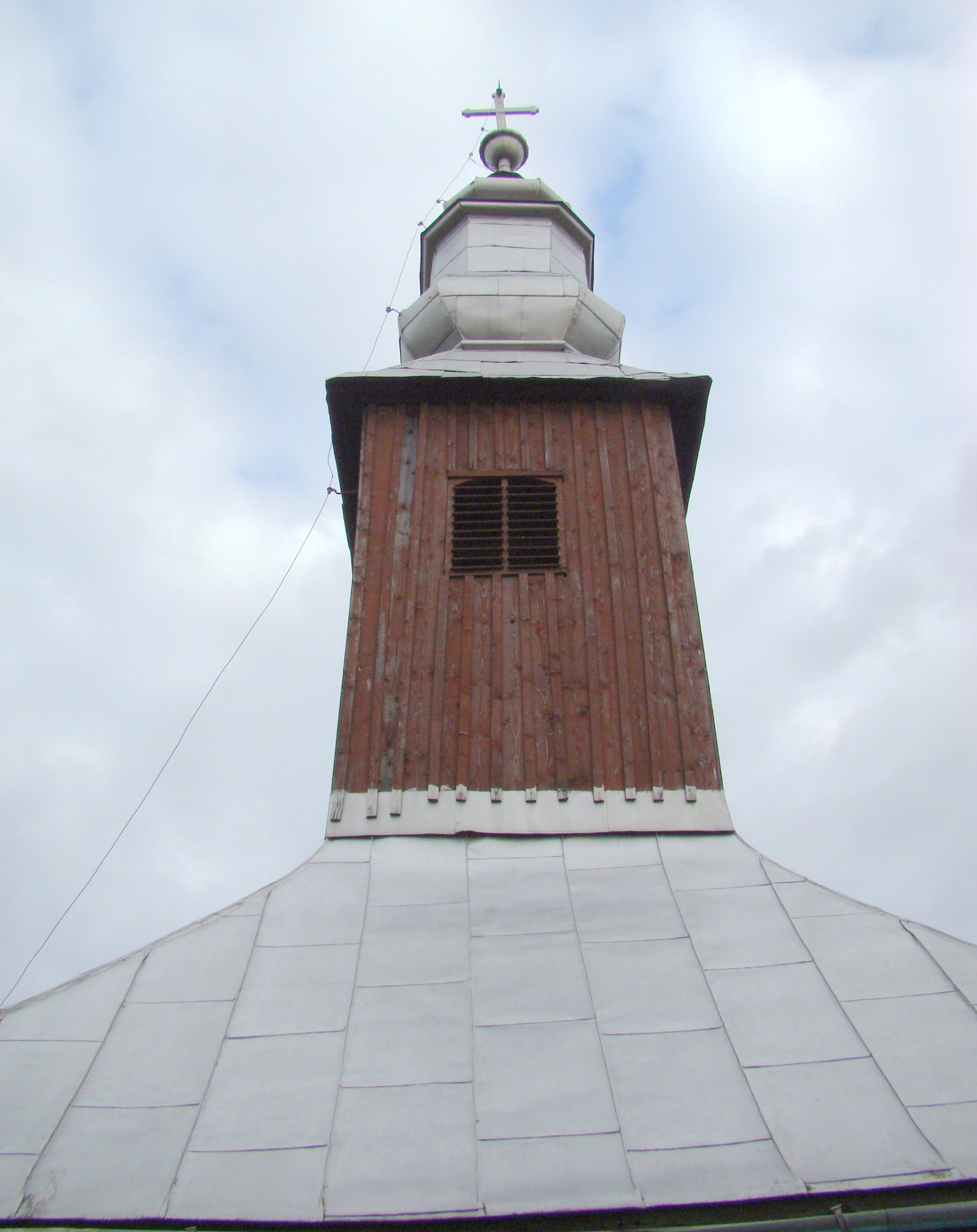
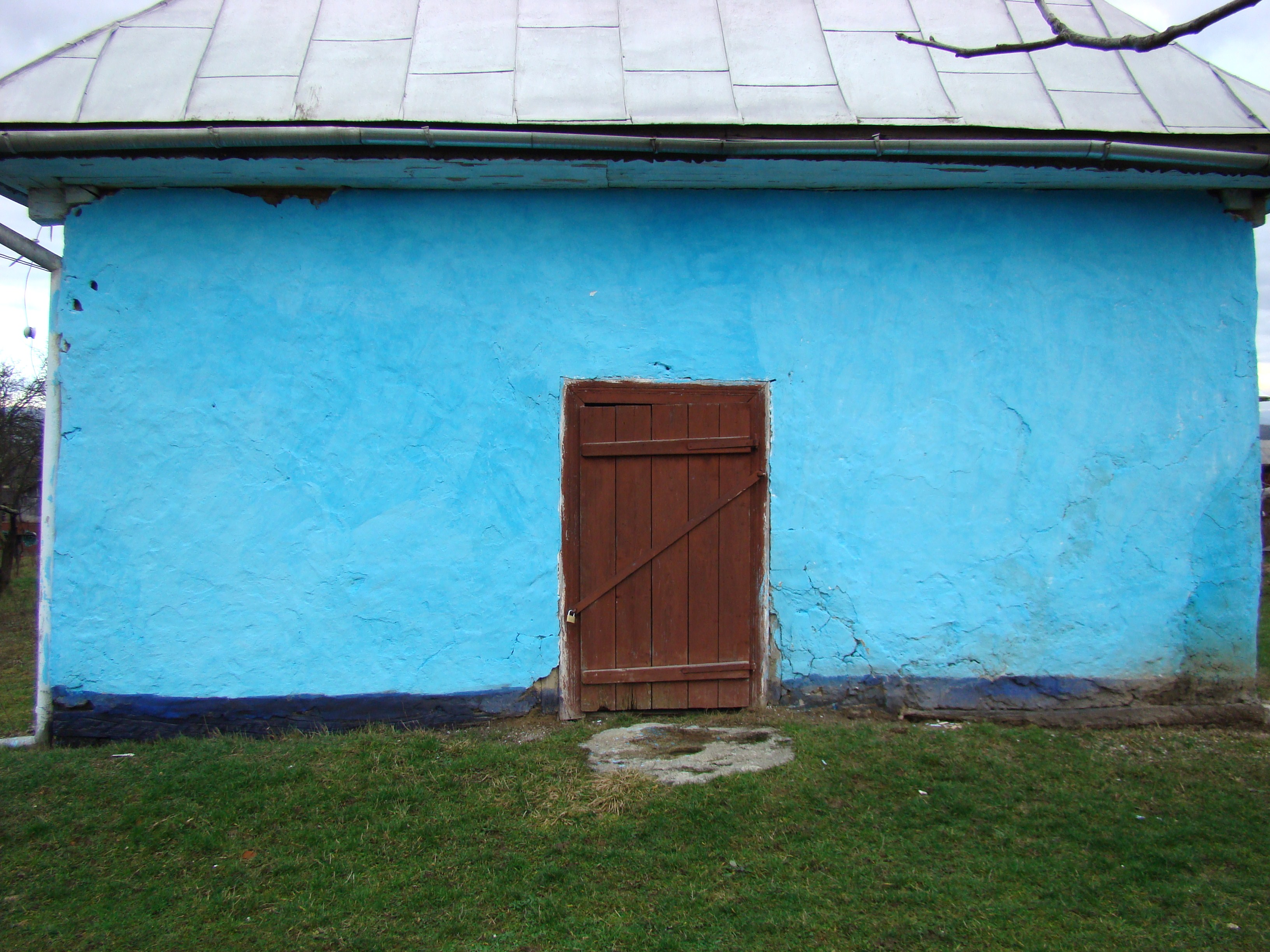
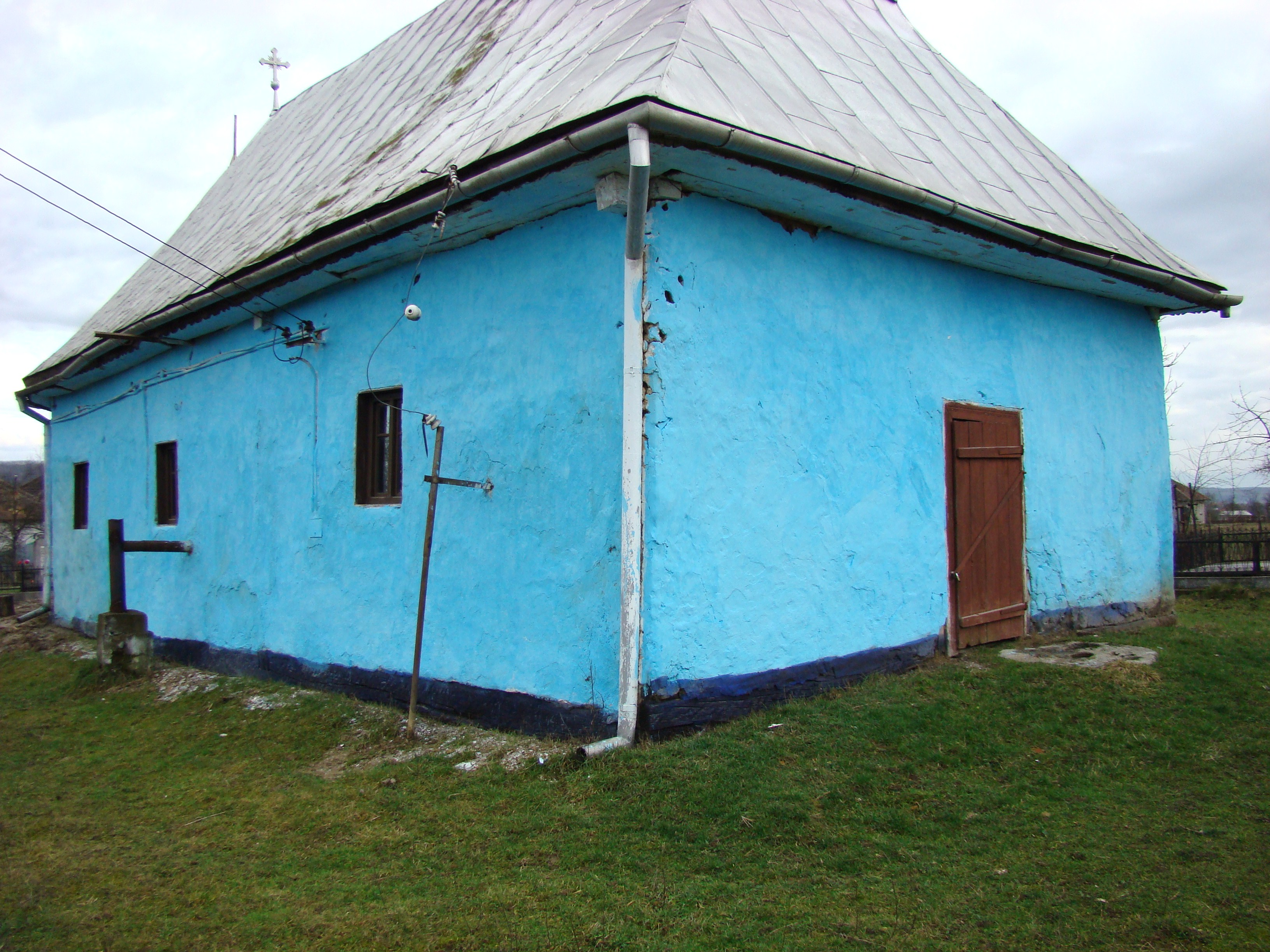
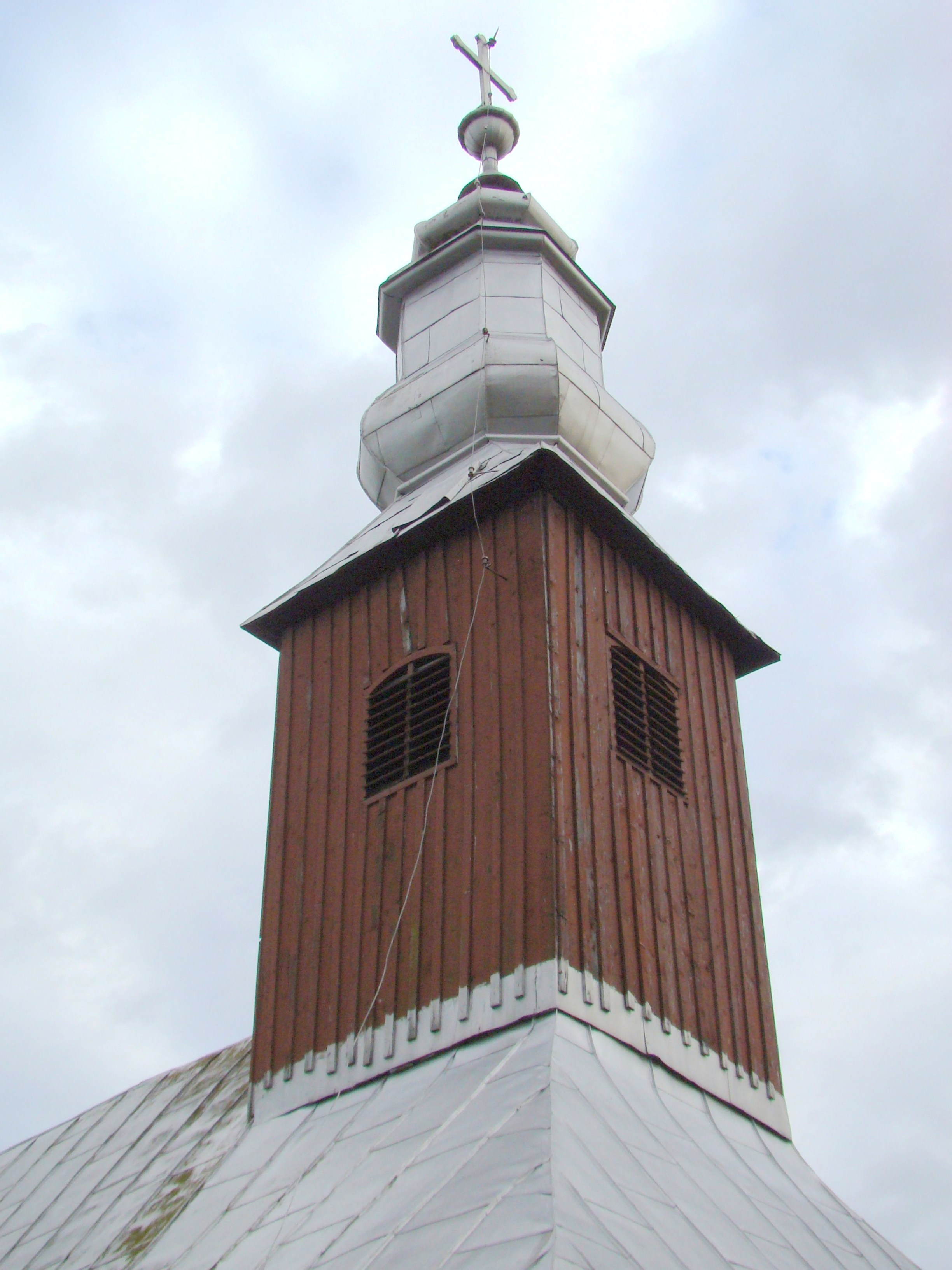
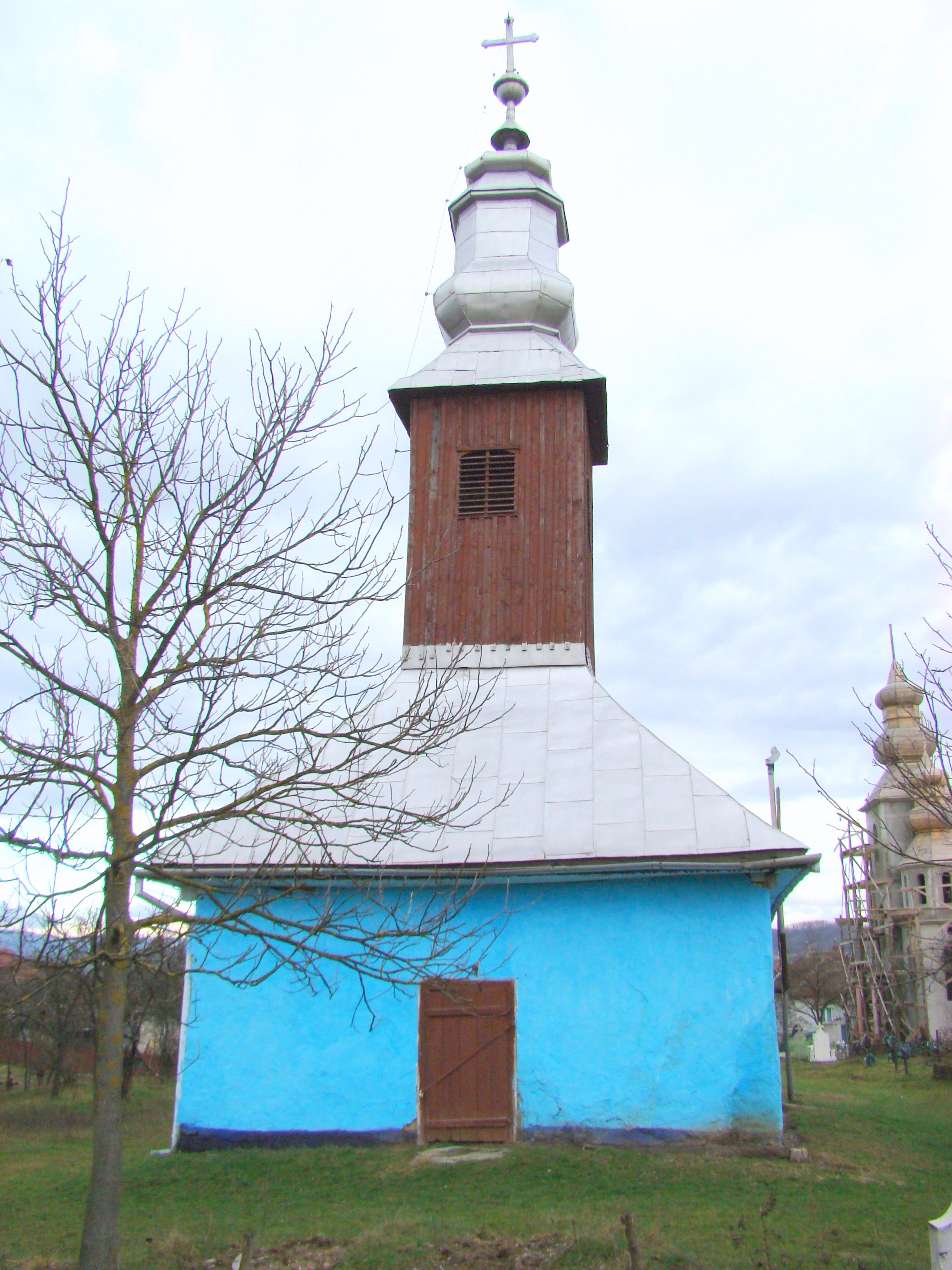
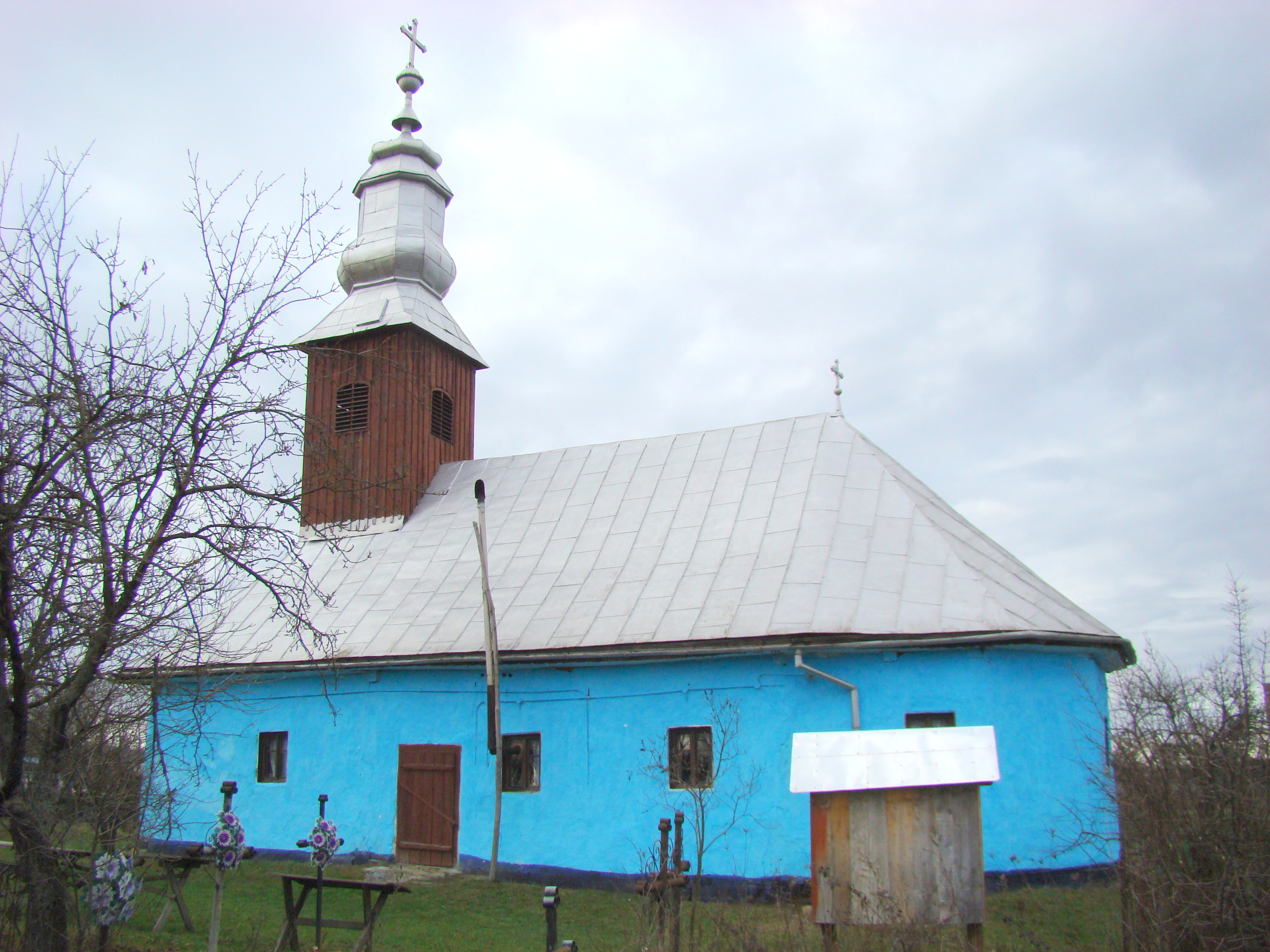
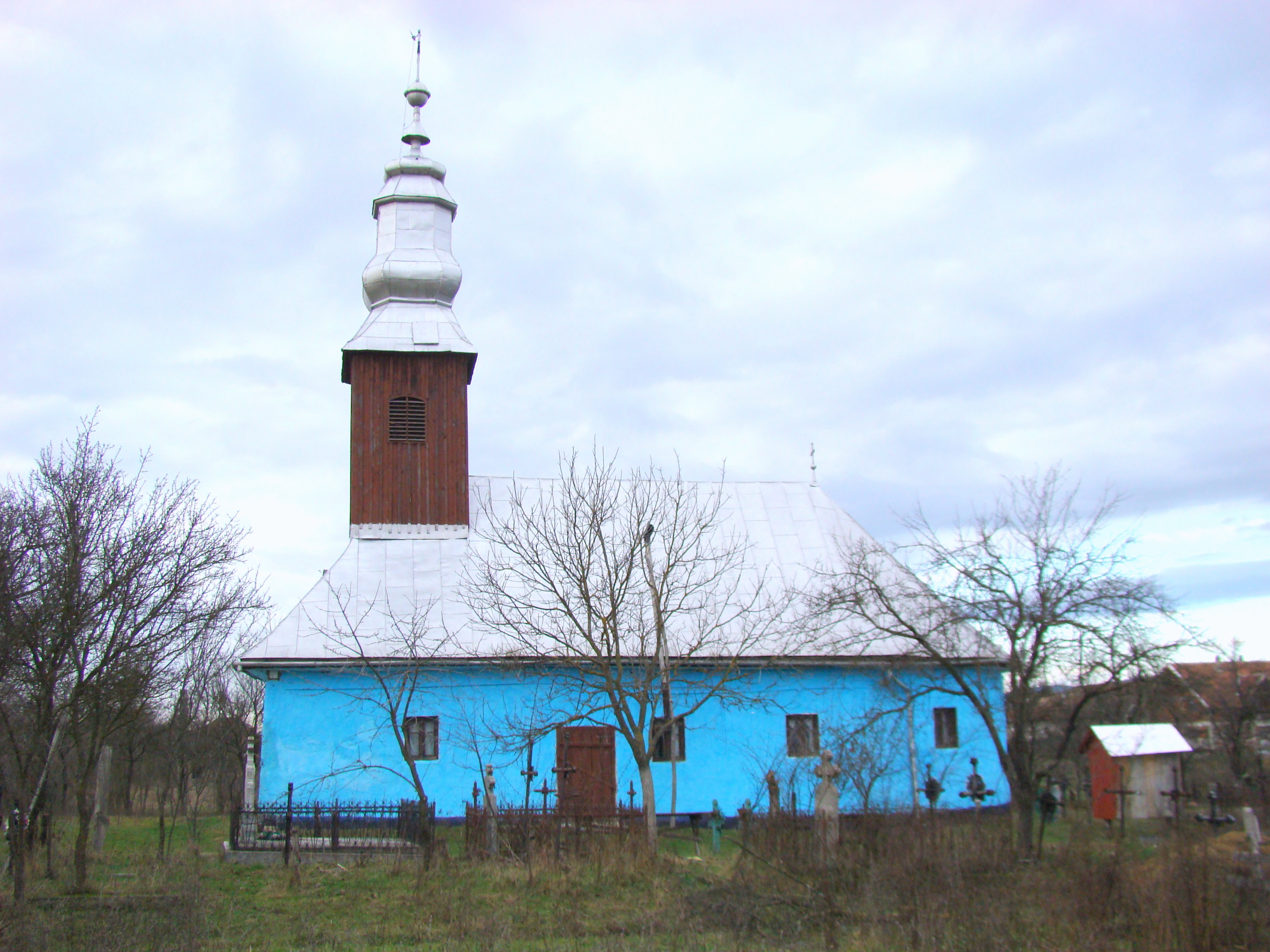
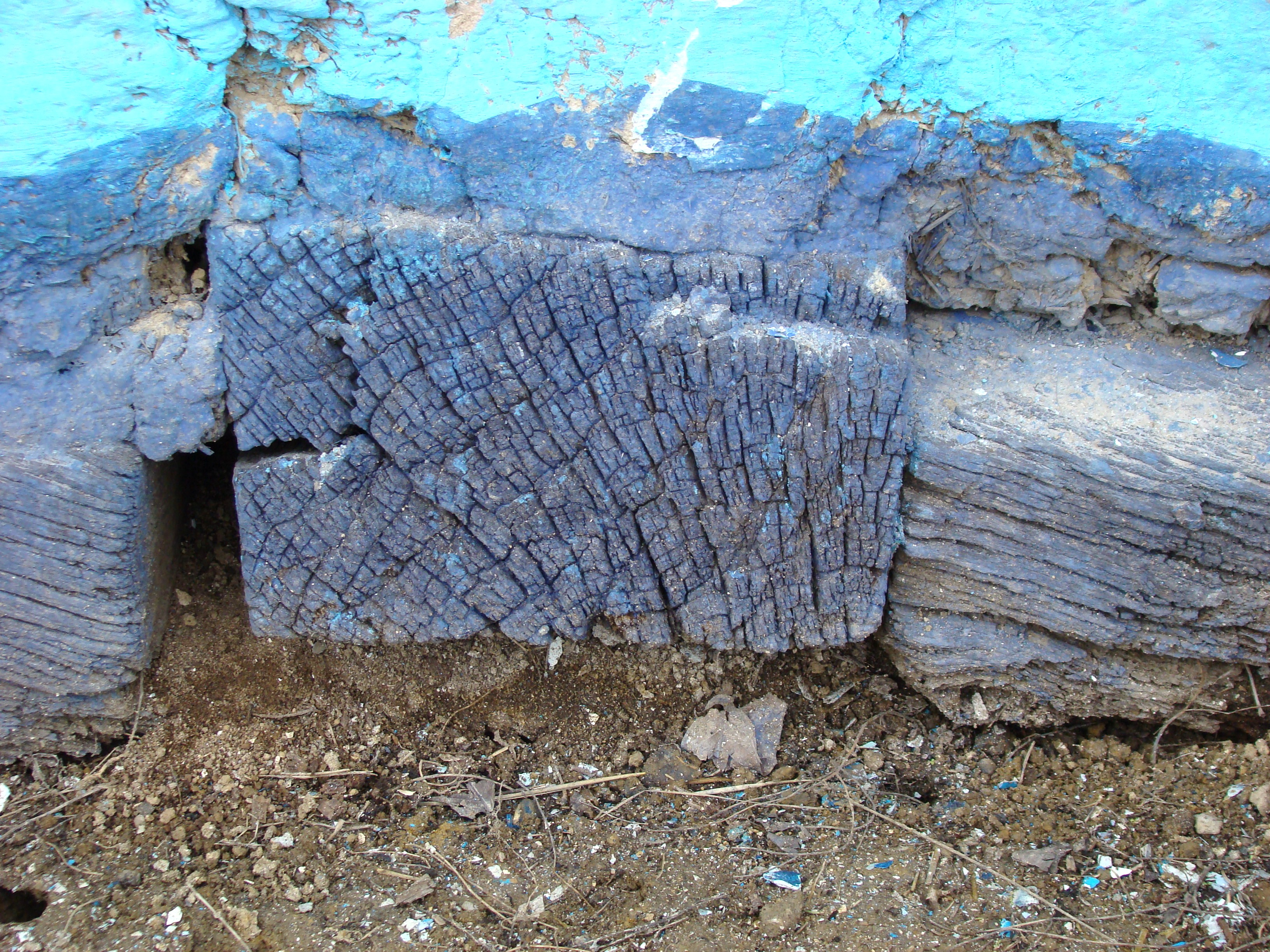
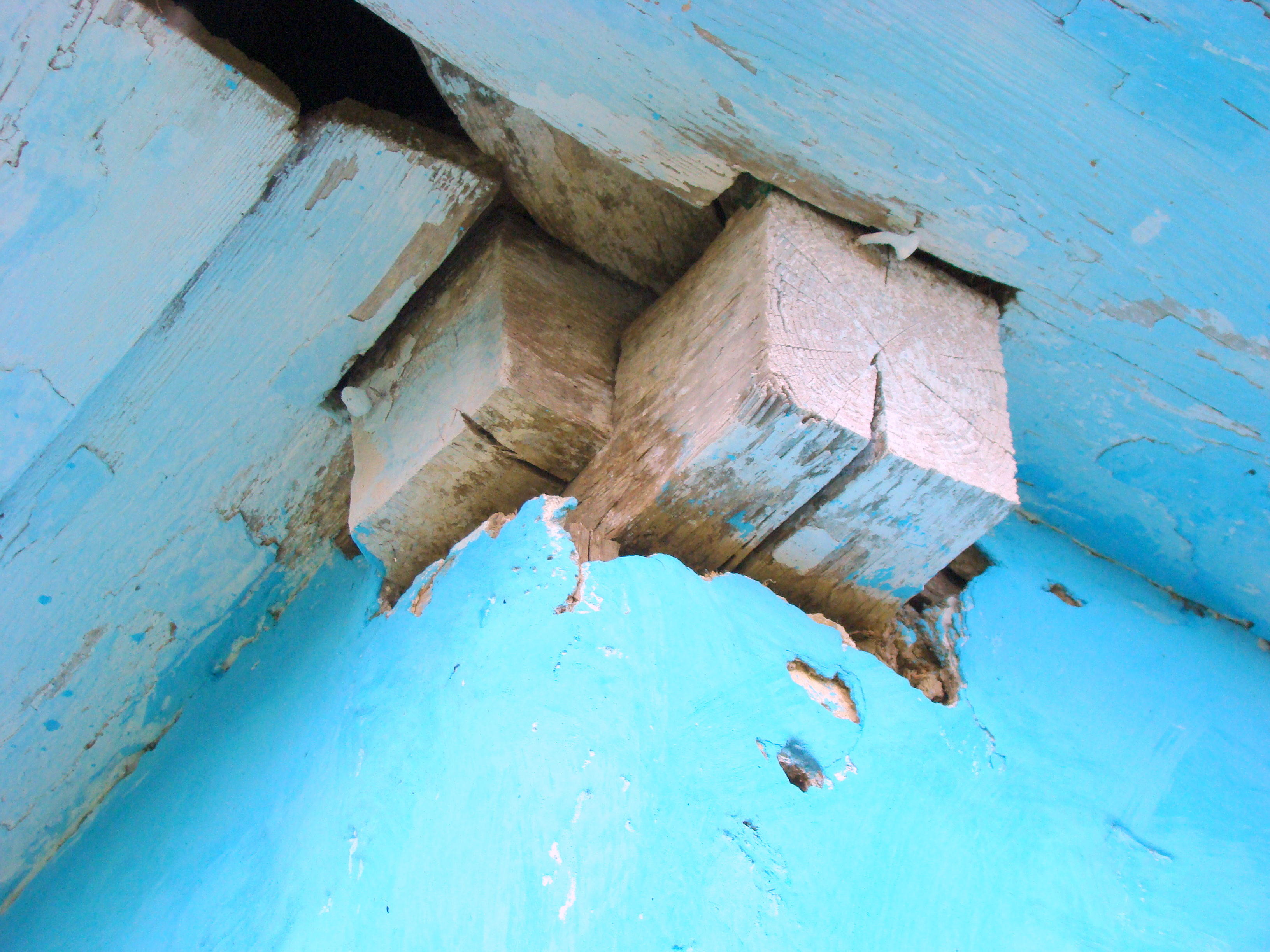
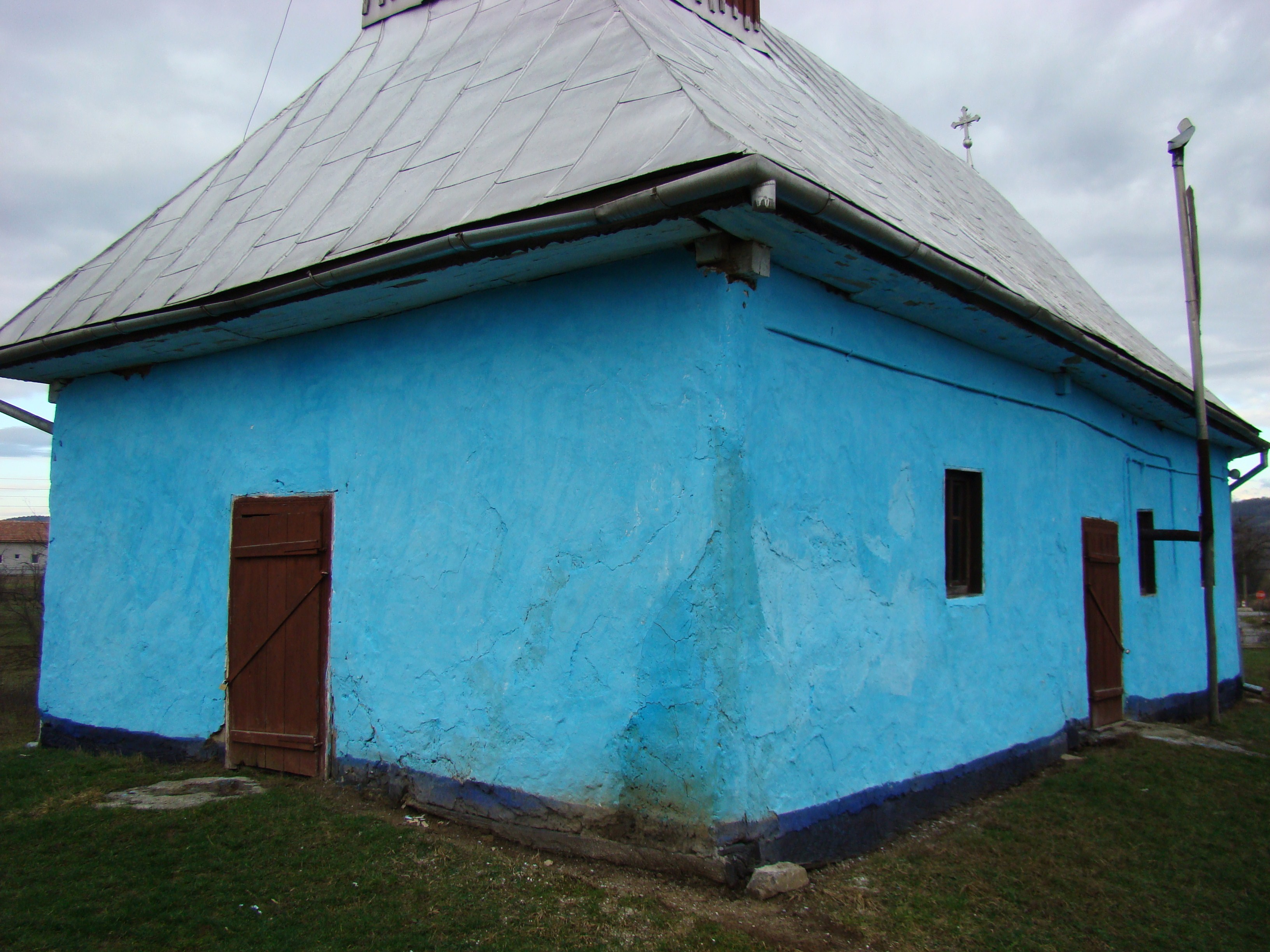
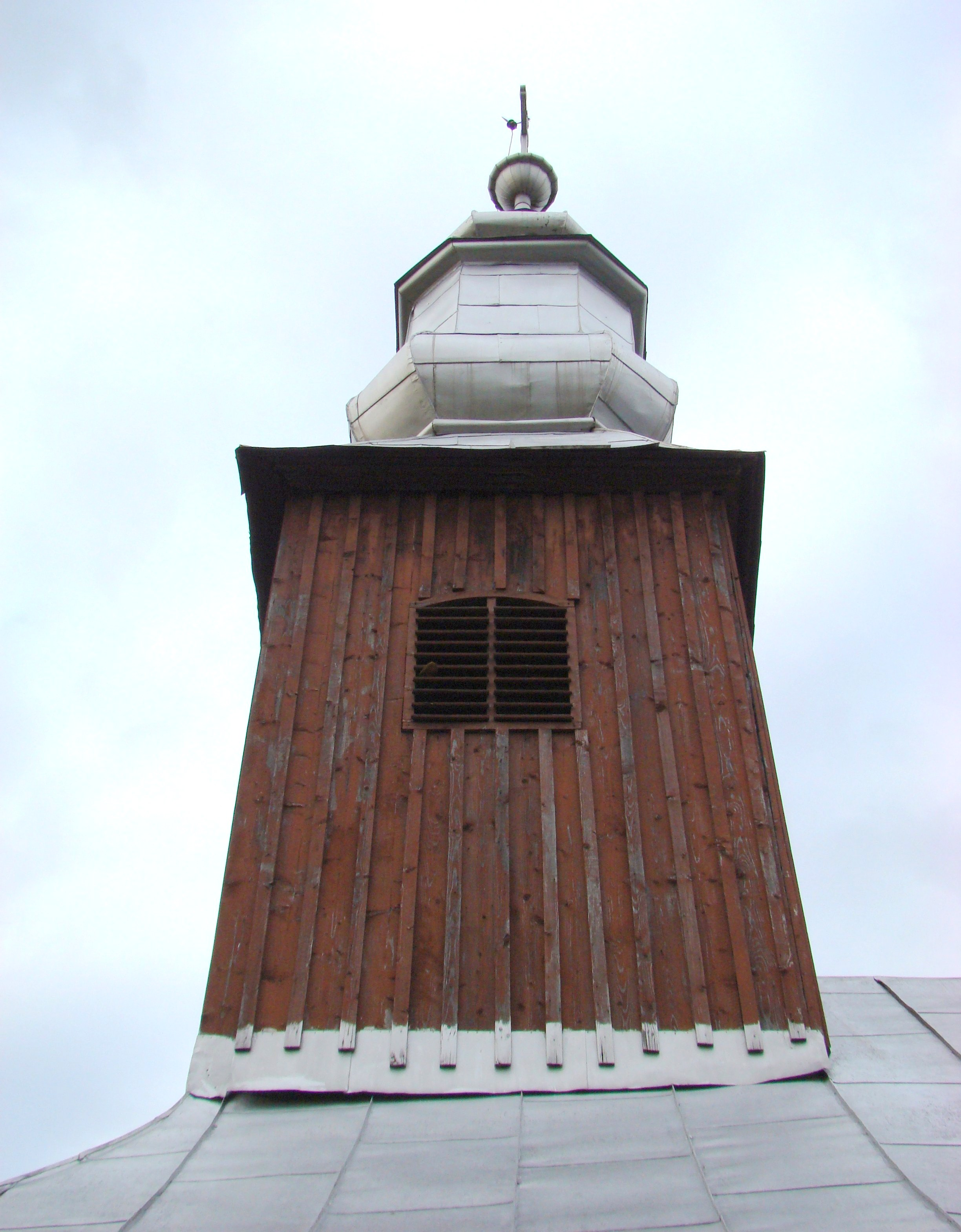
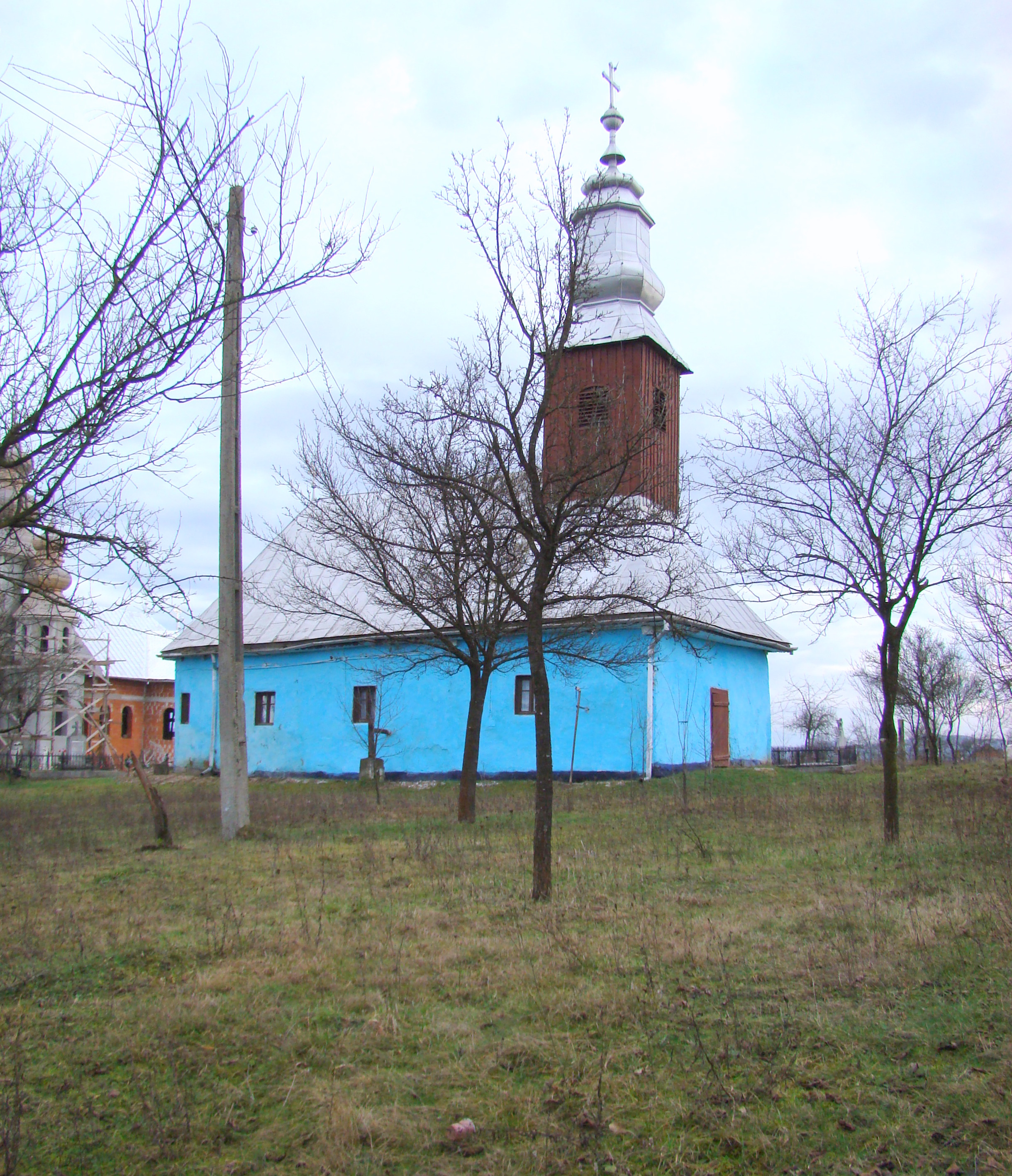
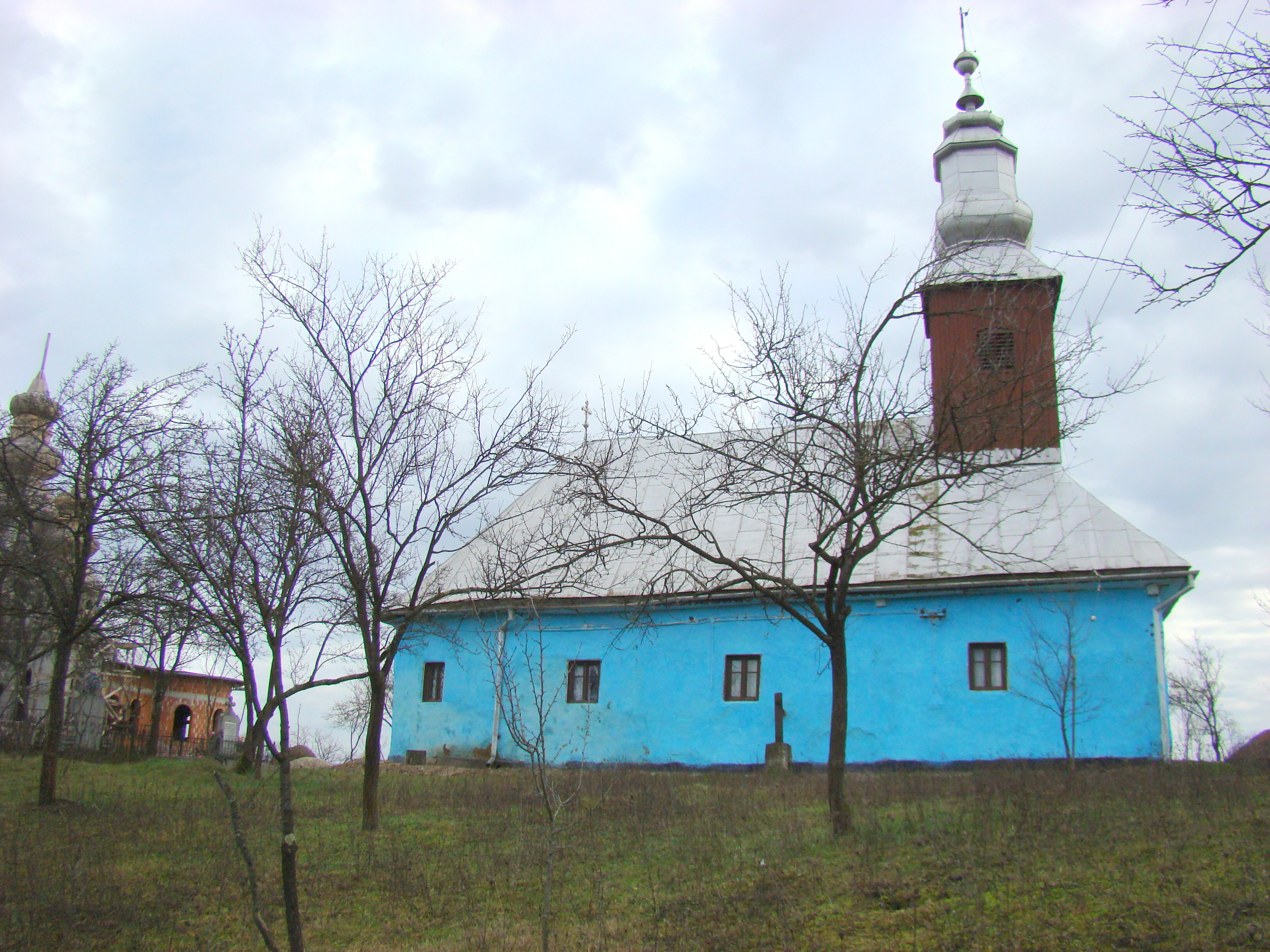
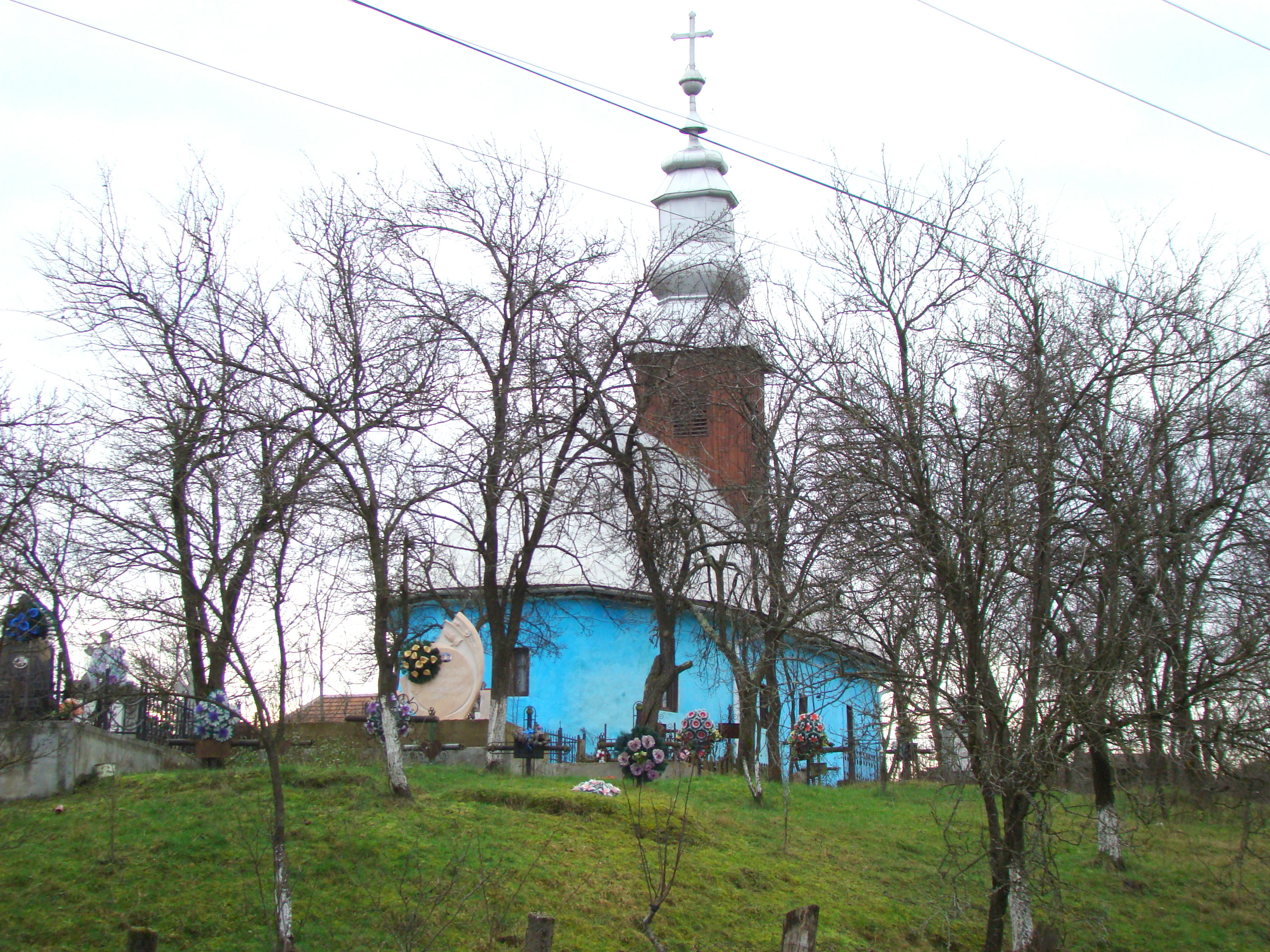
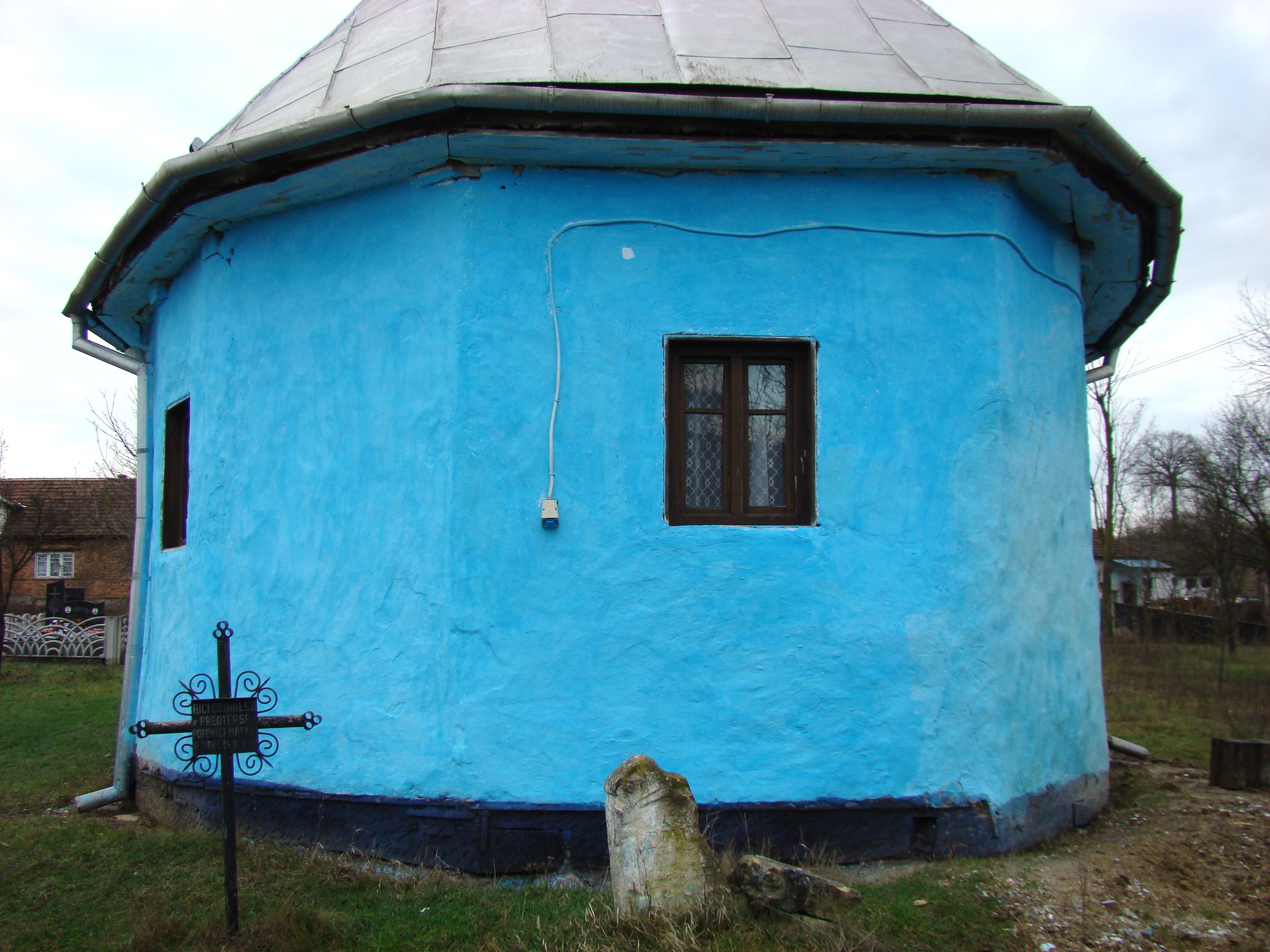
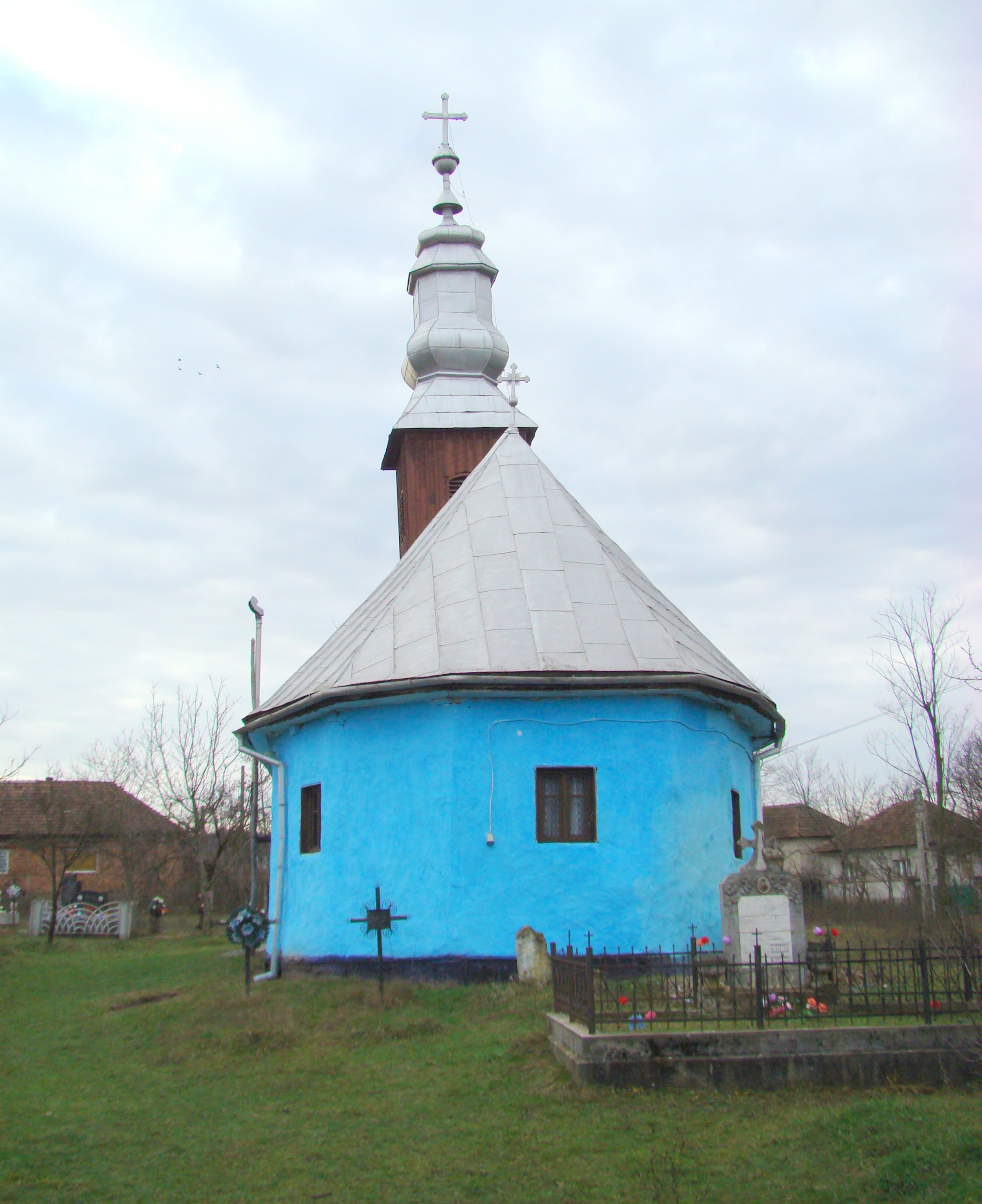
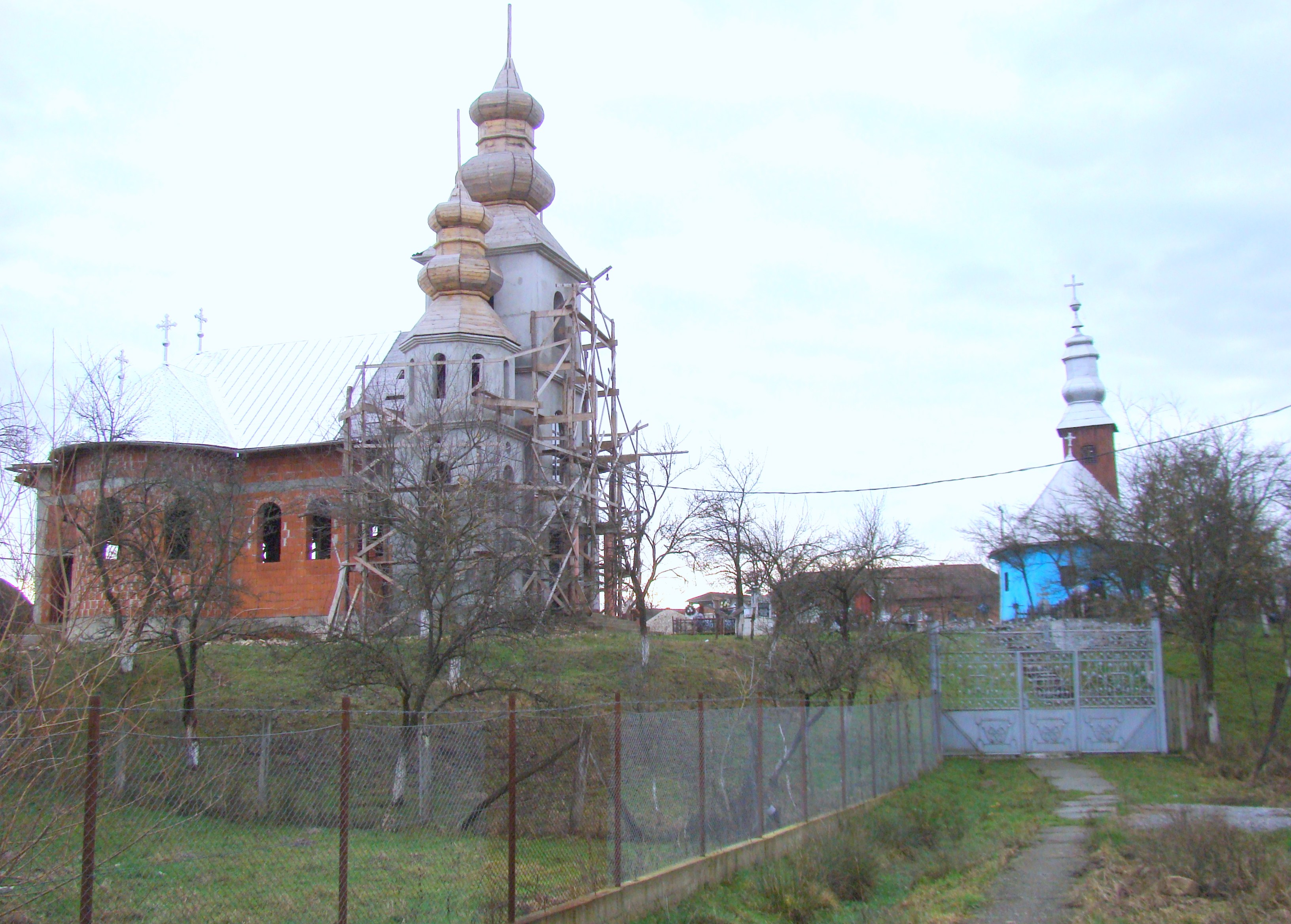